# Mickey's Space Adventure
Mickey's Space Adventure est un jeu vidéo éducatif édité en 1986 par Sierra On-Line pour Walt Disney Computer Software sur Apple II, Commodore 64, DOS, TRS-80.

## Système de jeu
Le jeune joueur suit Mickey Mouse et Pluto lorsqu'ils trouvent une soucoupe volante dans lequel XL30, un robot venu de la planète Oron leur demande d'exécuter quelques tâches dans le système solaire afin de rendre la mémoire à son peuple.
Le principal travail de Mickey est de retrouver des cristaux en répondant à des questions ou en choisissant sa prochaine action.